# Andowiak cynamonowy
Andowiak cynamonowy (Thomasomys cinnameus) – gatunek ssaka z podrodziny bawełniaków (Sigmodontinae) w obrębie rodziny chomikowatych (Cricetidae).

## Zasięg występowania
Andowiak cynamonowy występuje w Andach w Ekwadorze i Kolumbii.

## Taksonomia
Gatunek po raz pierwszy zgodnie z zasadami nazewnictwa binominalnego opisał w 1924 roku amerykański teriolog i paleontolog Harold Elmer Anthony nadając mu nazwę Thomasomys cinnameus. Holotyp pochodził z Haciendy San Francisco, na wysokości 8000 ft (2438 m), na wschód od Ambato, w prowincji Tungurahua, w Ekwadorze.
Gatunek ten prawdopodobnie obejmuje więcej niż jeden takson, ale potrzebne są dodatkowe badania taksonomiczne. Autorzy Illustrated Checklist of the Mammals of the World uznają ten takson za gatunek monotypowy.

### Etymologia
- Thomasomys: Oldfield Thomas (1858–1929), brytyjski zoolog, teriolog; gr. μυς mus, μυος muos „mysz”[7].
- cinnameus: nowołac. cinnamomeus „koloru cynamonu, cynamonowy”, od łac. cinnamomum lub cinnamum  „cynamon”, od gr. κινναμωμον kinnamōmon lub κινναμον kinnamon „cynamon”[8].

## Morfologia
Długość ciała (bez ogona) 82–90 mm, długość ogona 110–128 mm, długość ucha 14–16 mm, długość tylnej stopy 21–23 mm; masa ciała 14–19 g. 

## Tryb życia
Występuje na wysokości między 2400 a 3800 m n.p.m.. Gatunek żyjący na ziemi.

## Populacja
Gatunek słabo rozpowszechniony.

## Zagrożenia
Główne zagrożenia to wylesianie, fragmentacja siedliska i rolnictwo.